# Джан Пиеро Ревербери
Джан Пиѐро Ревѐрбери (на италиански: Gian Piero Reverberi) е италиански композитор, аранжор, диригент и пианист с швейцарско гражданство. Брат е на Джан Франко Ревербери, който също е музикант и композитор.

## Биография и творчество
Роден е в Генуа на 29 юли 1939 г. Там завършва Консерваторията „Николо Паганини“ със специалност пиано и композиция в класа на маестро Серджо Лауричела. На 24-годишна възраст дирижира първия си концерт за пиано и оркестър. Интересува се от поп музиката (наричана на италиански musica leggera – „лека музика“) и особено от авторите от генуезката школа, която през онези години е особено плодовита.
През 1957 г. започва кариерата си на музикален аранжор. Първата песен, която аранжира, е La gatta („Котката“) на Джино Паоли. Освен с него работи и с Луиджи Тенко, както и с прохождащия в кариерата си по това време Фабрицио Де Андре, с когото продължава сътрудничеството си през 60-те години, поемайки грижата за оркестрациите на първите четири албума на певеца. Аранжира и първия албум на „Ню Тролс“, Senza orario, senza bandiera, от 1968 г. Значима е и работата му с Лучо Батисти, когото композиторът следва от 1970 до 1973 г. Продуцира албумите на „Ню Тролс“, „Ле Орме“ и други.
През 60-те и 70-те години работи с редица артисти като Мина, Орнела Ванони, Лучо Дала, Пол Анка, Пати Право, Серджо Ендриго и Умберто Балсамо, на някои от чиито песни аранжиментът е негов.
Най-големия си успех обаче постига през 1979 г., когато образува инструменталния състав „Рондо Венециано“. Музиката, изпълнявана от него, представлява смесица между тази от времето на барока и съвременната поп музика. Цялото творчество на „Рондо Венециано“ е дело на Ревербери (понякога заедно с други композитори), който е и негов диригент. Ансамбълът има десетки издадени албуми с над 25 милиона продадени копия из цяла Европа и изнася концерти и до днес, като на значима популярност се радва предимно в немскоговорещите страни (Германия, Австрия, Швейцария).
Някои от по-известните песни по негова музика са например Made in Italy („Произведено в Италия“) на „Рики е Повери“, чийто аранжимент е отново негов, Bocca di rosa („Розоустата“) на Фабрицио Де Андре, а от тези по негов аранжимент са например Amor mio („Любов моя“) и Io e te da soli („Аз и ти сами“) на Мина, Felicità („Щастие“) на Ал Бано и Ромина Пауър, Mamma Maria („Мама Мария“) на „Рики е Повери“, Emozioni („Емоции“) на Лучо Батисти и много други.

## Дискография

### Самостоятелна

#### Студийни албуми
- 1969 – L'ora dell'amore
- 1975 – Reverberi
- 1976 – Timer
- 1976 – Reverberi Goes Classic
- 1977 – Stairway to Heaven
- 1990 – GSC – Open Universo
- 1993 – L'antivirtuoso

### Съвместна

#### Като „Джан Пиеро Ревербери и неговият оркестър“
- 1962 – Imported from Italy

##### Сингли
- 1965 – Lui non t'ama come me/Sono momenti/Ti penso e prego
- 1969 – Plenilunio d'agosto/Dialogo d'amore

#### Други

##### Саундтракове

###### СРобърт Мелин
- 1966 – The Dirty Game (Original Motion Picture Music Soundtrack)
- 1990 – The Adventures of Robinson Crusoe (Original Television Soundtrack)

###### С брат си Джан Франко Ревербери
- 2007 – Preparati la bara! (Original Motion Picture Soundtrack)
- 2018 – La ragazza del prete (Original Motion Picture Soundtrack)
- 2021 – Devil in the Flesh